# Kim Ju-young
Dans ce nom coréen, le nom de famille, Kim, précède le nom personnel.
Kim Ju-young (en coréen : 김주영), né le 9 juillet 1988 à Séoul en Corée du Sud, est un footballeur international sud-coréen, qui évolue au poste de défenseur.

## Biographie

### Carrière internationale
En janvier 2014, il est convoqué pour la première fois en équipe de Corée du Sud par le sélectionneur national Hong Myung-bo, pour des matchs amicaux contre le Mexique et les États-Unis.
Il fait ses débuts internationaux en 2014. Le 1er février 2014, il honore sa première sélection contre les États-Unis. La rencontre se solde par une défaite de 2-0 des sud-coréens. 
Le 22 décembre 2014, il fait partie de la liste des 23 joueurs sud-coréens sélectionnés pour disputer la Coupe d'Asie de 2015 qui se déroule en Australie. Il dispute deux rencontres dont la finale perdue face à l'Australie. Puis, il participe à la Coupe d'Asie de l'Est de 2015. Il dispute une rencontre lors de ce tournoi. La Corée du Sud remporte la Coupe d'Asie de l'Est.
Le 7 octobre 2017, lors d'un match amical qui oppose la sélection sud-coréenne à la Sbornaïa, il inscrit 2 buts contre son camp en l'espace de deux minutes.

## Palmarès

### En club
- Avec le  FC Séoul
  - Champion de Corée du Sud en 2012

### En sélection
- Avec la  Corée du Sud
  - Finaliste de la Coupe d'Asie en 2015
  - Vainqueur de la Coupe d'Asie de l'Est en 2015

### Distinctions personnelles
- Nommé dans l'équipe type de la K League en 2014
- Nommé dans l'équipe type de la Ligue des champions de l'AFC en 2014

## Statistiques
| Saison                | Club                  | Championnat           | Championnat | Championnat | Coupe(s) nationale(s) | Coupe(s) nationale(s) | Compétition(s) continentale(s) | Compétition(s) continentale(s) | Compétition(s) continentale(s) | Corée du Sud | Corée du Sud | Total | Total |
| Saison                | Club                  | Division              | M.          | B.          | M.                    | B.                    | Comp.                          | M.                             | B.                             | M.           | B.           | M.    | B.    |
| 2009                  | Gyeongnam FC          | K League              | 20          | 0           | 3                     | 0                     | -                              | -                              | -                              | -            | -            | 23    | 0     |
| 2010                  | Gyeongnam FC          | K League              | 24          | 0           | 8                     | 0                     | -                              | -                              | -                              | -            | -            | 32    | 0     |
| 2011                  | Gyeongnam FC          | K League              | 4           | 1           | 0                     | 0                     | -                              | -                              | -                              | -            | -            | 4     | 1     |
| Sous-total            | Sous-total            | Sous-total            | 48          | 1           | 11                    | 0                     | -                              | 0                              | 0                              | 0            | 0            | 59    | 1     |
| 2012                  | FC Séoul              | K League              | 33          | 0           | 1                     | 0                     | -                              | -                              | -                              | -            | -            | 34    | 0     |
| 2013                  | FC Séoul              | K League              | 31          | 2           | 1                     | 0                     | LCA                            | 13                             | 0                              | -            | -            | 45    | 2     |
| 2014                  | FC Séoul              | K League              | 29          | 2           | 5                     | 1                     | LCA                            | 12                             | 0                              | 4            | 0            | 50    | 3     |
| Sous-total            | Sous-total            | Sous-total            | 93          | 4           | 7                     | 1                     | -                              | 25                             | 0                              | 4            | 0            | 129   | 5     |
| 2015                  | Shanghai SIPG         | Chinese Super League  | 17          | 0           | 2                     | 0                     | -                              | -                              | -                              | 4            | 0            | 23    | 0     |
| 2016                  | Shanghai SIPG         | Chinese Super League  | 24          | 0           | 1                     | 0                     | LCA                            | 10                             | 0                              | -            | -            | 35    | 0     |
| Sous-total            | Sous-total            | Sous-total            | 41          | 0           | 3                     | 0                     | -                              | 10                             | 0                              | 4            | 0            | 58    | 0     |
| 2017                  | Hebei China Fortune   | Chinese Super League  | 14          | 0           | -                     | -                     | -                              | -                              | -                              | 2            | 0            | 16    | 0     |
| Sous-total            | Sous-total            | Sous-total            | 14          | 0           | 0                     | 0                     | -                              | 0                              | 0                              | 2            | 0            | 16    | 0     |
| Total sur la carrière | Total sur la carrière | Total sur la carrière | 196         | 5           | 21                    | 1                     | -                              | 35                             | 0                              | 10           | 0            | 262   | 6     |